# مایدان ابرامووسکی
مایدان ابرامووسکی (به لاتین: Majdan Abramowski) یک روستا در لهستان است که در گمینا گورای واقع شده‌است. مایدان ابرامووسکی ۱۱۳ نفر جمعیت دارد.